# آلسیو آیووین
آلسیو آیووین (انگلیسی: Alessio Iovine؛ زادهٔ ۱ فوریهٔ ۱۹۹۱) بازیکن فوتبال است.